# Поп-фолк у Србији
Поп-фолк (такође чалга) или фолк-поп, јест музички правац који се развио у Србији 2000-их, на који је највећи утицај имао турбо-фолк — доминантан музички правац деведесетих година. Поп-фолк је у ствари варијанта турбо-фолка, али са већим утицајем попа и електронске музике, као и бугарске, грчке и румунске поп-фолк музике. Настао је постепеним напуштањем турбо-фолк звука и тема, те све већим окретањем музичким токовима Запада. На албумима неких популарних певачица деведесетих (Лепа Брена, Цеца, Драгана Мирковић...), данас доминира поп звук, док се други, попут Јелене Карлеуше, окрећу електронској музици.
Оснивач поп-фолка у Србији је била Индира Радић, која је за албум Змај из 2004. отпевала песме у којима се осећао велики утицај поп музике, те тако уједно и била прва која је прекинула снимање турбо-фолк песама.
Неке од популарних певачица данас негирају да су икада певале новокомпоновану музику, док неке турбо-фолк звезде себе упорно котирају као поп-фолк певаче. Сам поп-фолк се у Србији и даље критикује и омаловажава, намерно или ненамерно категорише као турбо-фолк, а синдром мрзим народњаке постоји већ две деценије.
С друге стране, популарност поп-фолк извођача не опада. Некада највеће звезде поп-фолка, релативно су још увек популарне. Концерти Светлане Ражнатовић су међу најпосећенијим на Балкану. Аца Лукас успева да годинама уназад почетком новембра одржи веома посећене концерте у београдској Арени. Лепа Брена ужива статус музичке легенде бивше Југославије, док je Индира Радић, најтиражнија певачица 2004. и 2005. године, нарочито популарна у Хрватској, Бугарској и у српској дијаспори. Контроверзна Јелена Карлеуша је често у центру медијске пажње због своје борбе против дискриминације ЛГБТ особа и сукоба са Светланом Ражнатовић. Нарочито су популарни Сека Алексић, Дара Бубамара, Вики Миљковић, Стоја и Ацо Пејовић. С друге стране, велика популарност некада највећих Грандових звезда Тање Савић и Славице Ћуктераш знатно је опала, док Драгана Мирковић, једна од највећих музичких звезда бивше Југославије, ужива подједнаку наклоност публике као и пре двадесет година, што је резултовало распродатим концертом у Београдској арени 2014. године.
Представници поп-фолка новије генерације су Милица Павловић, Милица Тодоровић, Катарина Живковић, Катарина Грујић, Миа Борисављевић, Немања Стевановић, Милан Станковић, Рада Манојловић, Сандра Африка, група Министарке и други.